# Bombus brevivillus
Bombus brevivillus là một loài Hymenoptera trong họ Apidae. Loài này được Franklin mô tả khoa học năm 1913.